# Osebnostna motnja
Osebnostne motnje so skrajno poudarjene nekatere nespremenljive osebnostne poteze neprilagodljivih ljudi, zaradi katerih mišljenje, čustvovanje in vedenje povzroča težave v odnosih s soljudmi. Gre za trajni vzorec dojemanja, sporazumevanja in razmišljanja o sebi, drugih in svetu, ki se kaže v najrazličnejših socialnih in medosebnih situacijah.
Osebnostne motnje delimo na skupine A, B in C.

## Skupina A
Za motnje iz te skupine je značilno nenavadno in čudaško (ekscentrično) vedenje.
Izvor teh motenj pripisujejo težavam v zelo zgodnjem razvoju, kot sta težava v razvoju navezanosti in težava v razvoju kontrole (pri paranoidni osebnostni motnji).
- Shizoidna osebnostna motnja
- Shizotipska osebnostna motnja
- Paranoidna osebnostna motnja

## Skupina B
Za motnje iz te skupine je značilno dramatično, pretirano čustveno in blodeče vedenje.
- Mejna osebnostna motnja
- Narcisistična osebnostna motnja
- Antisocialna osebnostna motnja
- Histrionična osebnostna motnja

## Skupina C
Za motnje iz te skupine je značilna prisotnost izrazite tesnobnosti in čustev strahu.
- Izogibajoča osebnostna motnja
- Odvisna osebnostna motnja
- Obsesivno-kompulzivna osebnostna motnja